# Abraham Bing
Abraham Bing (Frankfurt, 1752 — Würzburg, 1841) foi um rabino alemão.
Recebeu seu treinamento rabínico de Nathan Adler. Entre 1769 e 1778, ele atuou como rabino "Klaus" (rabino de uma pequena sinagoga) na cidade de Offenbach. Entre 1778-1796 ele atuou como juiz rabínico (dayan) em Frankfurt, e de 1796-1814 ele atuou como rabino na cidade de Heidingsfeld, perto de  Würzburg (Baviera). Em 1813 ele conseguiu reverter o decreto de 250 anos que impedia judeus de se estabelecerem em Würzburg, e em 1814 ele assumiu o rabinato da cidade, onde também atuou como líder de um grande yeshivá.
Ele foi opositor do Judaísmo Reformista. Muitos de seus discípulos tiveram papéis importantes no século XIX na Alemanha:
- Jacob Ettlinger (editor de Der Treue Zionswachter, professor de  Samson Raphael Hirsch e Azriel Hildesheimer e autor de  Aruch la-Ner)
- Nathan Marcus Adler (rabino chefe de Inglaterra e autor de Netinah la-Ger)
- Isaac Bernays (rabino em Hamburgo e professor de  S.R. Hirsch e Hildesheimer)
- Seligman Baer Bamberger (rabino de Würzburg, fundador do seminário de professores de Würzburg)
- Abraham Joseph Rice (rabino em Baltimore, Maryland)

Rabbi Abraham Bing morreu em Würzburg em 1841, tendo deixado o rabinato dois anos antes. De seus escritos, somente Zichron Avraham foram impressos e publicados (postumamente, editado por Bamberger).